# Королевская грамма
Королевская грамма, или грамма (лат. Gramma loreto), — вид лучепёрых рыб из семейства грамматовых (Grammatidae). Обитает в рифовых экосистемах тропических вод западной Атлантики на глубине до 40 м. Содержится в аквариумах.

## Описание

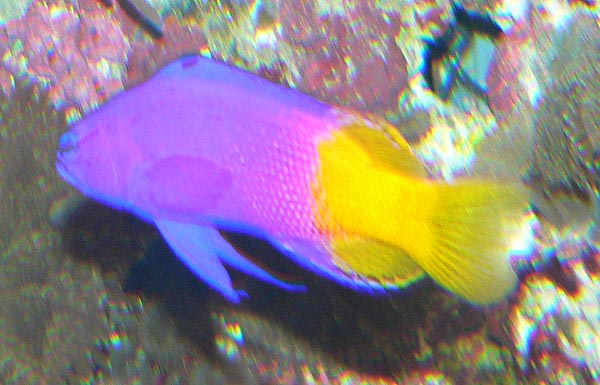
Gramma loreto

Передняя часть туловища окрашена в яркие пурпурный или фиолетовые тона, контрастирующие с золотистым хвостом. На спинном плавнике расположено чёрное пятно и тёмные линии возле глаз. Королевская грамма напоминает своего родственника Pictichromis paccagnellae, от которого отличается более «цветными» плавниками и более крупными размерами: рыбка вырастает до 8 см в длину.

## Рацион
Питается планктоном (в особенности зоопланктоном) и ракообразными. Королевская грамма также является рыбой-чистильщиком, поедающей эктопаразитов (организмов, живущих на покровах животных) других рыб и различные отмершие остатки. Рыбы предпочитают подбирать пищу в средних слоях толщи воды.

## В массовой культуре
В анимационном фильме «В поисках Немо» присутствует королевская грамма по имени Грот (англ. Gurgle), очень не любящая грязь, что обыгрывает значение этого вида как рыбы-чистильщика.